# پنتیل پنتانوئات
پنتیل پنتانوئات (به انگلیسی: Pentyl pentanoate) با فرمول شیمیایی C۱۰H۲۰O۲ یک ترکیب شیمیایی است. که جرم مولی آن ۱۷۲٫۱۵ g/mol می‌باشد. 